# NGC 1807
NGC 1807 je otvoreni skup u zviježđu Biku. 

## Vanjske poveznice
- SEDS: NGC 1807